# Drosophila valenciai
Drosophila valenciai är en tvåvingeart som beskrevs av Ana I. Vela och José Albertino Rafael 2001. Drosophila valenciai ingår i släktet Drosophila och familjen daggflugor.
Artens utbredningsområde är Ecuador.